# Ailuroedus maculosus
Ailuroedus maculosus (лат.) — вид воробьиных птиц из семейства шалашниковых (Ptilonorhynchidae). Найдены на севере Квинсленда, на востоке Молуккских островов и в Новой Гвинее.
Ailuroedus maculosus — один из десяти видов рода Ailuroedus, не строящих беседки. Заметное различие между двумя обитающими в Австралии видами — отсутствие чёрных кроющих ушей перьев и уменьшение пятен на спине у Ailuroedus crassirostris.
До 2016 года A. maculosus считался подвидом либо Ailuroedus melanotis, либо Ailuroedus crassirostris.

## Описание
Ailuroedus maculosus достигает длины в 26—30 см. Самцы весят 180 грамм, а самки — 168 грамм.
У взрослых представителей — большая голова тёмного цвета с черноватой шапкой и чёрным пятном на ухе. Верхняя часть тела, в основном, ярко-зелёная, на нижней части тела имеются белые полосы. Хвост зелёный с белыми кончиками. Глаза красные, клюв толстый кремового цвета. У самцов и самок одинаковое оперение. Их окраска отличается от других шалашниковых, у которых есть цветовой рисунок оперения, состоящий из смеси двух цветов. Маскирующая окраска оперения птиц-кошек помогает сливаться с окружающей средой, позволяя самцам и самкам ухаживать за птенцами.

### Голос
Голос описывается как громкий, похожий на кошачье мяуканье. Их можно услышать в любое время суток, особенно на рассвете и в сумерках, и чаще при более низких температурах, с влажным утром и после дождя.

## Питание
Ailuroedus maculosus в основном является плодоядным видом. Кормится на разной высоте. Использует свои сильные ноги и мощный клюв, чтобы есть маленькие, структурно незащищённые фрукты диаметром 13—21 мм. Также едят семена пальм, дикий инжир и все виды мягких фруктов. Также поедает жуков и цикад, молодые почки и побеги папоротников.
Птенцов также кормят оторванными головами и другими частями фруктовых голубей. Есть предположение, что Ailuroedus maculosus кормится и маленькими улитками с мягким панцирем.

## Размножение
Представители рода Ailuroedus образуют моногамные пары, которые не строят беседку. И самцы, и самки защищают общую территорию. Ailuroedus maculosus образуют пары, некоторые из которых сохраняются более одного сезона размножения, и считается, что эта моногамия является результатом потребности двух родителей для успешного выращивания выводка. 

### Гнездо
Ailuroedus maculosus строит гнездо вместо беседки, которое стоит только самка. Гнездование начинается в сентябре, когда повышаются осадки и температура. Гнездо имеет ширину около 23 см и глубину 15—20 см. Полость для яиц шириной 14 см и глубиной 7 см. Основание гнезда состоит из прутьев и веток вокруг нижней чашки гнезда. Чаша состоит из сухих листьев среднего размера, скелетов листьев и усиков винограда. На дно чаши раскладывают гниющую древесную массу с кусочками грязи или глины. Также на дно чаши устилается подкладка для яиц из усиков виноградной лозы.
Были найдены гнёзда, построенные поверх старых. Инкубация яиц длится в среднем 22—23 дня. Ailuroedus maculosus защищают свои гнёзда, охраняя их вместе, чтобы отвлечь любого хищника. 